# Cystorchis
Cystorchis es un género de orquídeas . Tiene 21 especies.
Es nativo de Tailandia y el oeste del Pacífico.

## Descripción
Tiene unas hojas muy interesantes que son consideradas como "las joyas de las orquídeas" . Tiene la inflorescencia terminal. La flor tiene un estigma frontal con dos polinias. 

## Especies
1. Cystorchis aberrans J.J.Sm., Bull. Jard. Bot. Buitenzorg, III, 5: 22 (1922).
2. Cystorchis aphylla Ridl., J. Linn. Soc., Bot. 32: 400 (1896).
3. Cystorchis appendiculata J.J.Sm., Bull. Jard. Bot. Buitenzorg, III, 5: 20 (1922).
4. Cystorchis celebica Schltr., Repert. Spec. Nov. Regni Veg. 10: 10 (1911).
5. Cystorchis dentifera Schltr., Repert. Spec. Nov. Regni Veg. Beih. 1: 66 (1911).
6. Cystorchis gracilis (Hook.f.) Holttum, Gard. Bull. Singapore 11: 279 (1947).
7. Cystorchis javanica (Blume) Blume, Coll. Orchid.: 87 (1859).
8. Cystorchis luzonensis Ames, Orchidaceae 5: 33 (1915).
9. Cystorchis macrophysa Schltr., Repert. Spec. Nov. Regni Veg. 9: 429 (1911).
10. Cystorchis marginata Blume, Coll. Orchid.: 87 (1859).
11. Cystorchis ogurae (Tuyama) Ormerod & P.J.Cribb, Kew Bull. 55: 234 (2000).
12. Cystorchis orphnophilla Schltr., Repert. Spec. Nov. Regni Veg. Beih. 1: 67 (1911).
13. Cystorchis peliocaulos Schltr., Repert. Spec. Nov. Regni Veg. Beih. 1: 67 (1911).
14. Cystorchis ranaiensis J.J.Sm., Repert. Spec. Nov. Regni Veg. 30: 329 (1932).
15. Cystorchis rostellata J.J.Sm., Nova Guinea 14: 346 (1929).
16. Cystorchis saccosepala J.J.Sm., Mitt. Inst. Allg. Bot. Hamburg 7: 22 (1927).
17. Cystorchis salmoneus J.J.Wood, Lindleyana 5: 81 (1990).
18. Cystorchis saprophytica J.J.Sm., Mitt. Inst. Allg. Bot. Hamburg 7: 23 (1927).
19. Cystorchis stenoglossa Schltr., Repert. Spec. Nov. Regni Veg. 11: 141 (1912).
20. Cystorchis variegata Blume, Coll. Orchid.: 89 (1859).
21. Cystorchis versteegii J.J.Sm., Nova Guinea 14: 345 (1929).